# فرودگاه انگوکور
 فرودگاه انگوکور (به انگلیسی: Ngukurr Airport) یک فرودگاه همگانی با کد یاتا RPM است که یک باند فرود ۱۵۳۰ دارد و طول باند آن ۵۰۲۰ متر است. این فرودگاه در شهر Roper River, قلمرو شمالی کشور استرالیا قرار دارد و در ارتفاع ۴۵ متری از سطح دریا واقع شده است.

## شرکت‌های هواپیمایی و مقصدهای پروازی
| شرکت‌های هواپیمایی           | مقصدهای پروازی |
| --------------------------- | -------------- |
| Mission Aviation Fellowship | گو، داروین     |